# Ogoa oberthueri
Ogoa oberthueri är en fjärilsart som beskrevs av Rothschild 1916. Ogoa oberthueri ingår i släktet Ogoa och familjen tofsspinnare. Inga underarter finns listade i Catalogue of Life.